# Чылдыр
Чылды́р (устар. Чилдыр; тур. Çıldır, арм. Հիւսիսեան — Hiusisean, букв. «северный», ныне арм. Ծովակ Հյուսիսո — с’ovak hyusiso, букв. «северное озерцо», груз. ჩილდირი / ჩრდილი — Чилдири / Чрдили, букв. «тень») — пресное озеро в Турции. Расположено в Восточной Анатолии, в провинции Ардахан, недалеко от границы с Грузией и Арменией.
Озеро находится на Карском плоскогорье Армянского нагорья, в межгорной впадине на высоте 1959 м, подпружено лавовыми потоками. Сток осуществляется через реку Джарджи (Чилдыр) в реку Карс (бассейн Аракса).
В озеро впадает несколько небольших речек, в том числе Джала. Вода из озера используется для орошения. По берегам озера расположено несколько деревень: Гюльюзю (Гёлебакан), Карахасан, Догруйол, Гёльбелен, Ташкёпрю, Ташбашы, Акджакале.
Площадь — 123 км², глубина до 42 м. Зимой озеро замерзает.